# Conrad Loddiges
Conrad Loddiges (* 1738, Vristerbholtzen, Hannover - 13 de març de 1826, Hackney, Londres) va ser un botànic i horticultor anglès d'origen alemany.
Anà a la Gran Bretanya cap a 1761 com jardiner per a Sir John B. Silvester, a Hackney.
El 1771, comprà l'hivernacle fundat per John Busch (v. 1730-1838). Va transmetre aquesta als seus fills William Loddiges (v. 1776-1849) i a George Loddiges (1784-1846).
Conrad Loddiges introduí espècies que recolecten François A. Michaux (1770-1855) i John Bartram (1699-1777).

## Honors
John Sims (1749-1831) li dedicà el 1808, el gènere Loddigesia de la família de las Lleguminoses.

## Font
- Ray Desmond. 1994. Dictionary of British and Irish Botanists and Horticulturists including Plant Collectors, Flower Painters and Garden Designers. Taylor & Francis, & The Natural History Museum (Londres).